# ایان کرشاو
ایان کرشاو (انگلیسی: Ian Kershaw؛ زادهٔ ۲۹ آوریل ۱۹۴۳) یک نویسنده و تاریخ‌نگار اهل بریتانیا است. عمده فعالیت وی بر تاریخ اجتماعی آلمان در قرن بیستم متمرکز شده است. از وی به عنوان یکی از بزرگ‌ترین تاریخ‌نگاران در زمینه آلمان نازی و آدولف هیتلر نام برده شده است. وی هم‌چنین به عنوان مشاور در زمینه تاریخ با بسیاری از مستندسازان بی‌بی‌سی همکاری داشته است.
وی همچنین برندهٔ جوایزی همچون نشان افتخار شایستگی جمهوری فدرال آلمان شده است.